# Гайнулино
Гайнулино — посёлок в Гайском городском округе Оренбургской области.

## География
Находится на расстоянии примерно 13 километра по прямой на юго-запад от окружного центра города Гай.

## Климат
Климат резко выраженный континентальный. Основные черты климата: холодная суровая зима, жаркое сухое лето, неустойчивость и недостаточность атмосферных осадков. Абсолютный минимум температуры — минус 44 градуса по Цельсию. Лето жаркое, максимальная температура воздуха достигает плюс 40 градусов по Цельсию. Одна из особенностей климата- наличие большого числа дней в году с ветрами (до 275 суток) и наличие суховеев (преимущественно юго-западные ветры). Среднегодовое количество осадков составляет 220-300 мм. Снежный покров устанавливается в середине ноября и исчезает в конце апреля. Глубина промерзания грунт — 2-2,5м.

## История
По преданию, в середине XIX века пастухи из селений Абдулино и Каргала Оренбургской губернии, татары по национальности, продвинулись на восток, занимая новые земли. Вблизи башкирского села Нарбулатово они облюбовали местечко Дурткуль, что означает «четыре озера». По имени Гайнулы Абдрахимова и было названо село. Поселение основано было в 1865 году. В селе построили деревянную мечеть, действовавшую до 30-х годов. Из деревень Гайнулино и Мустафино был образован колхоз «Заветы Ильича». До 2016 года входило в состав Халиловского сельсовета Гайского района, после реорганизации обоих муниципальных образований входит в состав Гайского городского округа.

## Население
Постоянное население составляло 136 человек в 2002 году (татары 69 %), 137 в 2010 году.